# Bruceploitation
Bruceploitation (от англ. Bruce Lee + Exploitation; «фильмы а-ля Брюс Ли») — эксплуатационные фильмы, в которых после смерти Брюса Ли эксплуатировались его образ или имя. Создавались преимущественно в Гонконге, Китае и на Тайване. Нередко выдавались за фильмы с «настоящим» Брюсом Ли.
В названиях большинства брюсплойтейшн-фильмов фигурирует имя Брюса Ли. Например, Bruce Lee vs. the Supermen (Брюс Ли против Суперменов), The Black Dragon Revenges the Death of Bruce Lee (Чёрный Дракон мстит за смерть Брюса Ли), The Clones of Bruce Lee (Клоны Брюса Ли), в котором снялись Bruce Le, Dragon Lee, Yi Tao Chang (указан как Bruce Lai), Bruce Thai и Боло Йен. Следует отметить, что «Брюс Ли», как правило, не фигурирует в оригинальном названии, но добавляется туда в английском варианте. Так случилось и с бразильской комедией «Kung Fu Contra as Bonecas» которая превратилась в «Bruce Lee versus Gay Power». Это связано с маркетинговыми тонкостями, чтобы было проще продать фильм на запад.
В течение нескольких лет после смерти Брюса Ли киностудии искали «нового Брюса Ли», поэтому многие актёры (вероятно, под давлением руководства) старались скопировать внешний вид Брюса Ли — стрижку, мимику, движения. Как правило, это выглядело нелепо и неуместно. Из известных актёров Джеки Чан в фильме Убить с интригой копирует образ Брюса Ли. Как пишет киновед Брайан Ху, несмотря на копирование, актёрам иногда дозволялось проявлять самостоятельность в актёрской игре — но только до тех пор, пока внешне они соответствовали образу Ли, то есть одевались в жёлтый костюм и кричали в стиле актёра. Один из подражателей Брюса, актёр Алекс Квон, говорил, что он не копировал Брюса «в мельчайших деталях», потому что считал, что полное копирование делает работу актёра неестественной.
Со временем фильмы Bruceploitation превратились в обычные боевики (порой неплохие) с налётом китайской подделки — в главной роли Bruce Li вместо Bruce Lee.
Режиссёр Джастин Лин снял фильм, пародирующий и высмеивающий брюсплотацию — «Завершая игру».
В 2010 году писатель Карл Джонс написал книгу Here Come The Kung Fu Clones на тему подражателей Брюса Ли.

## Актёры
- Брюс Лай
- Брюс Люн
- Bruce Le
- Dragon Lee
- Kim Tai-Jung
- Bruce Thai
- Bruce K.A. Lea
- Brute Lee
- Myron Bruce Lee
- Lee Bruce
- Kwok-Kwan Chan